# Птицын, Борис Владимирович
Борис Владимирович Птицын (18 января 1903, Либава — 2 января 1965, Новосибирск) — советский химик-органик, доктор химических наук, профессор, член-корреспондент АН СССР.

## Биография
Родился в семье преподавателей русского языка в средней школе. В 1914 году семья Птицыных переехала в Митаву, а в 1915 году в виду угрозы германской оккупации — в Петроград, оставив в Митаве все имущество.
В 1929 году окончил химическое отделение физико-математического факультета Ленинградского университета. Ученик И. И. Черняева. Кандидат химических наук без защиты диссертации (1936).
Работал в Военно-морской медицинской академии, с 1945 года — в должности профессора. Награждён медалью «За победу над Германией в Великой Отечественной войне 1941—1945 гг.»
До 1935 года работал также в Институте по изучению платины и других благородных металлов, а в 1945—1954 годах — в Радиевом институте. В 1945 году защитил докторскую диссертацию. С 1956 года на протяжении трёх лет работал в Ленинградском технологическом университете, а с 1959 года — в Институте общей и неорганической химии АН СССР.
С 1957 года работал в Институте неорганической химии им. А. В. Николаева СО РАН, заведующий лабораторией благородных металлов, заведующий отделом комплексных соединений, с 1959 года — заместитель директора по научной работе.
Преподавал в Новосибирском университете с 1959 года, заведующий кафедрой неорганической химии (1959—1962).
В 1960 году был избран членом-корреспондентом АН СССР.
Скончался после тяжелой продолжительной болезни.

## Научная деятельность
Основное направление научной деятельности ученого — химия соединений платины и редких металлов. Совместно с Александром Абрамовичем Гринбергом исследовал термическое разложение аммиакатов платины(II). В 1954 году разработал способ определения констант нестойкости комплексов — метод смещенного равновесия. В 1957 году также разработал метод выведения из организма стронция-90. Изучал строение и способы получения комплексных соединений урана, циркония, ниобия.

## Награды
- Орден Красной Звезды (1956)
- Орден «Знак Почёта» (1951)
- Медаль «За боевые заслуги» (1952)

## Семья
Первая жена — Протас Ива Рувимовна, химик. Сын Олег (18.07.1929 — 22.03.1999) — доктор физико-математических наук, профессор.
Вторая жена — Птицына Татьяна Эммануиловна, врач-педиатр. Двое сыновей: Алексей (1941 г.р.) — директор Института природных ресурсов, экологии и криологии СО РАН, доктор геолого-минералогических наук, профессор, Михаил (26.09.1945 — 25.03.2013).